# Acronicta intensiva
Acronicta intensiva là một loài bướm đêm trong họ Noctuidae.